# توماس هيث هافيلاند
توماس هيث هافيلاند هو محامي وكاتب عدل وسياسي كندي، ولد في 13 نوفمبر 1822 في شارلوت تاون في كندا، وتوفي بنفس المكان في 11 سبتمبر 1895. نشط حزبياً في حزب كندا المحافظ. وقد انتخب Lieutenant Governor of Prince Edward Island ‏ (10 يوليو 1879 – 18 يوليو 1884) وانتخب عضو مجلس الشيوخ الكندي ‏ (18 أكتوبر 1873 – 1 يوليو 1879).